# Othello (film fra 1956)
 For alternative betydninger, se Othello (flertydig). (Se også artikler, som begynder med Othello)
Othello (russisk: Отелло) er en sovjetisk spillefilm fra 1956 instrueret af Sergej Jutkevitj.
Filmen er baseret på Shakespeares skuespil af samme navn

## Medvirkende
- Sergej Bondartjuk som Otello
- Andrej Popov som Jago
- Irina Skobtseva som Desdemona
- Vladimir Sošal'skij som Cassio
- Evgenij Vesnik som Rodrigo
- Antonina Maksimova som Emilia